# Allsvenskan 2023
L'Allsvenskan 2023 è stata la 99ª edizione della massima serie del campionato svedese di calcio con la denominazione di Allsvenskan. La stagione è iniziata il 1º aprile e si è conclusa il 12 novembre 2023. L'Häcken si presentava come squadra campione in carica. Il Malmö FF si è laureato campione per la ventitreesima volta nella sua storia.

## Stagione

### Novità
Dalla Allsvenskan 2022 sono stati retrocessi il GIF Sundsvall e l'Helsingborg. Dalla Superettan 2022 sono stati promossi il Brommapojkarna (al ritorno in Allsvenskan dopo 4 anni di assenza) e l'Halmstad (di ritorno dopo 2 anni).

### Formula
Le 16 squadre partecipanti si affrontano in un girone all'italiana con partite di andata e ritorno, per un totale di 30 giornate. La squadra prima classificata è dichiarata campione di Svezia e viene ammessa al primo turno di qualificazione della UEFA Champions League 2024-2025. La seconda e la terza classificata, assieme alla vincitrice della Svenska Cupen 2023-2024, sono ammesse al secondo turno di qualificazione della UEFA Conference League 2024-2025. La terzultima classificata gioca uno spareggio salvezza/promozione contro la terza classificata della Superettan 2023. Le ultime due classificate sono retrocesse direttamente in Superettan.

## Squadre partecipanti
| Club           | Stagione | Città      | Stadio             | Stagione 2022            |
| -------------- | -------- | ---------- | ------------------ | ------------------------ |
| AIK            | dettagli | Stoccolma  | Friends Arena      | 5º posto in Allsvenskan  |
| Brommapojkarna | dettagli | Stoccolma  | Grimsta IP         | 1º posto in Superettan   |
| Degerfors      | dettagli | Degerfors  | Stora Valla        | 13º posto in Allsvenskan |
| Djurgården     | dettagli | Stoccolma  | Tele2 Arena        | 2º posto in Allsvenskan  |
| Elfsborg       | dettagli | Borås      | Borås Arena        | 6º posto in Allsvenskan  |
| Häcken         | dettagli | Göteborg   | Bravida Arena      | Campione di Svezia       |
| Halmstad       | dettagli | Halmstad   | Örjans Vall        | 2º posto in Superettan   |
| Hammarby       | dettagli | Stoccolma  | Tele2 Arena        | 3º posto in Allsvenskan  |
| IFK Göteborg   | dettagli | Göteborg   | Gamla Ullevi       | 8º posto in Allsvenskan  |
| IFK Norrköping | dettagli | Norrköping | PlatinumCars Arena | 12º posto in Allsvenskan |
| IFK Värnamo    | dettagli | Värnamo    | Finnvedsvallen     | 10º posto in Allsvenskan |
| Kalmar         | dettagli | Kalmar     | Guldfågeln Arena   | 4º posto in Allsvenskan  |
| Malmö FF       | dettagli | Malmö      | Eleda Stadion      | 7º posto in Allsvenskan  |
| Mjällby        | dettagli | Mjällby    | Strandvallen       | 9º posto in Allsvenskan  |
| Sirius         | dettagli | Uppsala    | Studenternas IP    | 11º posto in Allsvenskan |
| Varberg        | dettagli | Varberg    | Påskbergsvallen    | 14º posto in Allsvenskan |

### Allenatori e primatisti
| Squadra        | Allenatore                                                                                               | Calciatore più presente                                                          | Cannoniere                            |
| -------------- | --- | -------------------------------------------------------------------------------- | ------------------------------------- |
| AIK            | Andreas Brännström (1ª-13ª) Henning Berg (14ª-30ª)                                                       | Kristoffer Nordfeldt (30)                                                        | Iōannīs Pittas (9)                    |
| Brommapojkarna | Olof Mellberg e Andreas Engelmark                                                                        | Alexander Jensen, Oscar Pettersson (30)                                          | Oscar Pettersson (8)                  |
| Degerfors      | Andreas Holmberg e Tobias Solberg                                                                        | Abdelkarim Mammar Chaouche, Elyas Bouzaiene (28)                                 | Diego Campos (6)                      |
| Djurgården     | Kim Bergstrand e Thomas Lagerlöf                                                                         | Piotr Johansson (30)                                                             | Hampus Finndell, Marcus Danielson (5) |
| Elfsborg       | Jimmy Thelin                                                                                             | Jeppe Okkels (30)                                                                | Jeppe Okkels (11)                     |
| Häcken         | Per-Mathias Høgmo                                                                                        | Peter Abrahamsson (30)                                                           | Bénie Traoré (12)                     |
| Halmstad       | Magnus Haglund                                                                                           | Amir Al-Ammari, Erik Ahlstrand, Joel Allansson, Viktor Granath (29)              | Viktor Granath (9)                    |
| Hammarby       | Martí Cifuentes (1ª-28ª) Abel Lorincz (29ª-30ª, ad interim)                                              | Nahir Besara, Oliver Dovin (29)                                                  | Viktor Đukanović (11)                 |
| IFK Göteborg   | Alexander Tengryd e William Lundin (1ª-11ª, ad interim) Jens Berthel Askou (12ª-30ª)                     | Gustaf Norlin (29)                                                               | Marcus Berg (7)                       |
| IFK Norrköping | Glen Riddersholm                                                                                         | Oscar Jansson (30)                                                               | Arnór Ingvi Traustason (9)            |
| IFK Värnamo    | Kim Hellberg                                                                                             | Oscar Johansson Schellhas (30)                                                   | Gustav Engvall (11)                   |
| Kalmar         | Henrik Jensen                                                                                            | Davíð Kristján Ólafsson, Deniz Hümmet, Romário Pereira Sipião, Simon Skrabb (30) | Deniz Hümmet, Simon Skrabb (9)        |
| Malmö FF       | Henrik Rydström                                                                                          | Taha Ali (30)                                                                    | Isaac Kiese Thelin (16)               |
| Mjällby        | Anders Torstensson                                                                                       | Colin Rösler, Max Fenger (30)                                                    | Max Fenger (6)                        |
| Sirius         | Christer Mattiasson                                                                                      | Tashreeq Matthews (30)                                                           | Joakim Persson, Wessam Abou Ali (10)  |
| Varberg        | Joakim Persson (1ª-12ª) Martin Skogman (13ª-16ª, ad interim) Thomas Askebrand e Martin Skogman (17ª-30ª) | Victor Karlsson (28)                                                             | Dion Krasniqi (6)                     |

## Classifica
Aggiornata al 12 novembre 2023
|  | Pos. | Squadra        | Pt | G  | V  | N  | P  | GF | GS | DR  |
|  | ---- | -------------- | -- | -- | -- | -- | -- | -- | -- | --- |
|  | 1.   | Malmö FF       | 64 | 30 | 20 | 4  | 6  | 62 | 27 | +35 |
|  | 2.   | Elfsborg       | 64 | 30 | 20 | 4  | 6  | 59 | 26 | +33 |
|  | 3.   | Häcken         | 57 | 30 | 18 | 3  | 9  | 69 | 39 | +30 |
|  | 4.   | Djurgården     | 50 | 30 | 15 | 5  | 10 | 41 | 36 | +5  |
|  | 5.   | IFK Värnamo    | 45 | 30 | 14 | 3  | 13 | 37 | 34 | +3  |
|  | 6.   | Kalmar         | 45 | 30 | 13 | 6  | 11 | 35 | 40 | -5  |
|  | 7.   | Hammarby       | 44 | 30 | 11 | 11 | 8  | 41 | 39 | +2  |
|  | 8.   | Sirius         | 42 | 30 | 12 | 6  | 12 | 51 | 44 | +7  |
|  | 9.   | IFK Norrköping | 41 | 30 | 12 | 5  | 13 | 45 | 45 | 0   |
|  | 10.  | Mjällby        | 41 | 30 | 12 | 5  | 13 | 32 | 34 | -2  |
|  | 11.  | AIK            | 36 | 30 | 9  | 9  | 12 | 34 | 38 | -4  |
|  | 12.  | Halmstad       | 36 | 30 | 9  | 9  | 12 | 30 | 44 | -14 |
|  | 13.  | IFK Göteborg   | 34 | 30 | 8  | 10 | 12 | 33 | 37 | -4  |
|  | 14.  | Brommapojkarna | 33 | 30 | 10 | 3  | 17 | 40 | 52 | -12 |
|  | 15.  | Degerfors      | 26 | 30 | 7  | 5  | 18 | 30 | 62 | -32 |
|  | 16.  | Varberg        | 15 | 30 | 3  | 6  | 21 | 26 | 67 | -41 |

Legenda:
      Campione di Svezia e ammessa alla UEFA Champions League 2024-2025.
      Ammesse alla UEFA Conference League 2024-25.
 Spareggio Salvezza-Promozione
 Retrocessione diretta.

## Risultati
Aggiornati al 10 luglio 2023
Ogni riga indica i risultati casalinghi della squadra segnata a inizio della riga, contro le squadre segnate colonna per colonna (che invece avranno giocato l'incontro in trasferta). Al contrario, leggendo la colonna di una squadra si avranno i risultati ottenuti dalla stessa in trasferta, contro le squadre segnate in ogni riga, che invece avranno giocato l'incontro in casa.
|                | AIK  | BRO  | DEG  | DJU  | ELF  | HÄC  | HAL  | HAM  | GÖT  | NOR  | VÄR  | KAL  | MAL  | MJÄ  | SIR  | VAR  |
| -------------- | ---- | ---- | ---- | ---- | ---- | ---- | ---- | ---- | ---- | ---- | ---- | ---- | ---- | ---- | ---- | ---- |
| AIK            | –––– | -    | -    | -    | 1-2  | 1-2  | -    | 2-0  | 2-2  | 0-3  | -    | 1-1  | -    | -    | 0-0  | -    |
| Brommapojkarna | 0-2  | –––– | 1-2  | -    | -    | -    | -    | -    | 0-0  | -    | -    | -    | 1-2  | 2-0  | 1-2  | 2-1  |
| Degerfors      | 2-1  | -    | –––– | 2-1  | 1-2  | -    | 3-1  | 2-2  | -    | 0-2  | 0-2  | -    | -    | -    | -    | 1-1  |
| Djurgården     | 1-0  | 3-1  | -    | –––– | -    | 1-0  | -    | -    | 1-0  | 2-2  | -    | 3-1  | -    | 2-0  | -    | 2-0  |
| Elfsborg       | -    | 5-0  | 1-1  | -    | –––– | 0-2  | 6-1  | 2-0  | -    | -    | 2-0  | -    | 3-0  | -    | -    | -    |
| Häcken         | -    | -    | 6-1  | 4-1  | -    | –––– | -    | 3-1  | 4-1  | -    | 3-1  | 1-3  | -    | 3-0  | -    | -    |
| Halmstads      | 2-1  | 0-2  | -    | 2-0  | -    | 1-0  | –––– | 0-0  | 0-0  | -    | -    | -    | 0-1  | -    | -    | -    |
| Hammarby       | -    | 2-1  | 3-1  | 4-3  | -    | -    | -    | –––– | -    | -    | 0-2  | -    | -    | 0-0  | -    | 2-0  |
| IFK Göteborg   | -    | -    | 6-0  | -    | -    | -    | -    | 1-1  | –––– | 1-1  | 0-1  | -    | 0-1  | 0-1  | -    | 1-2  |
| IFK Norrköping | -    | 0-2  | -    | -    | 1-2  | 2-2  | 1-2  | 2-0  | -    | –––– | 2-1  | -    | -    | -    | 1-1  | -    |
| IFK Värnamo    | 1-0  | 0-1  | -    | 1-2  | -    | -    | -    | -    | -    | -    | –––– | 0-1  | 1-3  | 0-1  | -    | 3-1  |
| Kalmar         | -    | 1-3  | 2-1  | -    | -    | -    | 2-0  | -    | 2-0  | 2-1  | -    | –––– | -    | -    | 2-2  | -    |
| Malmö FF       | 3-1  | -    | 5-0  | -    | 0-4  | 2-2  | -    | 4-2  | -    | 3-0  | -    | 1-0  | –––– | 1-2  | 3-0  | -    |
| Mjällby        | 0-0  | -    | 2-0  | -    | 0-1  | -    | 0-2  | -    | -    | -    | -    | 1-1  | -    | –––– | 3-0  | 2-2  |
| Sirius         | -    | -    | 0-0  | -    | 3-4  | 1-4  | 1-2  | -    | 2-0  | -    | 2-0  | -    | -    | -    | –––– | -    |
| Varberg        | -    | -    | -    | -    | 0-0  | 0-2  | 1-2  | -    | -    | 1-3  | -    | 0-0  | 0-6  | -    | 1-1  | –––– |

## Spareggio salvezza/promozione
Allo spareggio salvezza vengono ammesse la quattordicesima classificata in Allsvenskan e la terza classificata in Superettan.
|                | Risultati |                | Luogo e data                |
| -------------- | --------- | -------------- | --------------------------- |
| Utsiktens BK   | 0 - 7     | Brommapojkarna | Göteborg, 24 novembre 2023  |
| Brommapojkarna | 0 - 0     | Utsiktens BK   | Stoccolma, 27 novembre 2023 |
|                |           |                |                             |

## Statistiche

### Squadre

#### Capoliste solitarie
|    | —— | ——       | ——       | ——       | ——       | ——       | ——       | ——       | ——  | ——       | ——       | ——       | ——       | ——       | ——       | ——       | ——       | ——       | ——       | ——       | ——       | ——       | ——       | ——       | ——       | ——       | ——       | ——       | ——       | —— |  |
|    |    | Malmö FF | Malmö FF | Malmö FF | Malmö FF | Malmö FF | Malmö FF | Malmö FF | Elf | Malmö FF | Malmö FF | Malmö FF | Elfsborg | Elfsborg | Elfsborg | Elfsborg | Elfsborg | Elfsborg | Elfsborg | Elfsborg | Elfsborg | Malmö FF | Malmö FF | Malmö FF | Elfsborg | Elfsborg | Elfsborg | Elfsborg | Malmö FF |    |  |
|    |    |          |          |          |          |          |          |          |     |          |          |          |          |          |          |          |          |          |          |          |          |          |          |          |          |          |          |          |          |    |  |
|    |    |          |          |          |          |          |          |          |     |          |          |          |          |          |          |          |          |          |          |          |          |          |          |          |          |          |          |          |          |    |  |
| 1ª | 2ª | 3ª       | 4ª       | 5ª       | 6ª       | 7ª       | 8ª       | 9ª       | 10ª | 11ª      | 12ª      | 13ª      | 14ª      | 15ª      | 16ª      | 17ª      | 18ª      | 19ª      | 20ª      | 21ª      | 22ª      | 23ª      | 24ª      | 25ª      | 26ª      | 27ª      | 28ª      | 29ª      | 30ª      |    |  |

### Primati stagionali
Squadre
- Maggior numero di vittorie: Malmö FF ed Elfsborg (20)
- Maggior numero di pareggi: Hammarby (11)
- Maggior numero di sconfitte: Varberg (21)
- Minor numero di vittorie: Varberg (3)
- Minor numero di pareggi: Häcken, IFK Värnamo e Brommapojkarna (3)
- Minor numero di sconfitte: Malmö FF ed Elfsborg (6)
- Miglior attacco: Häcken (69)
- Peggior attacco: Varberg (26)
- Miglior difesa: Elfsborg (26)
- Peggior difesa: Varberg (67)
- Miglior differenza reti: Malmö FF (+35)
- Peggior differenza reti: Varberg (-41)

Partite
- Più gol: Elfsborg-Halmstad 6-1, Sirius-Elfsborg 3-4, Häcken-Degerfors 6-1, Hammarby-Djurgården 4-3, Varberg-Brommapojkarna 4-3, Sirius-Varberg 7-0, IFK Norrköping-Varberg 4-3 (7)
- Pareggio con più gol: 15 partite 2-2 (4)
- Maggior scarto di gol: Sirius-Varberg 7-0 (7, 23ª giornata)

### Individuali

#### Classifica marcatori
| Gol | Rigori |  | Giocatore              | Squadra        |
| --- | ------ |  | ---------------------- | -------------- |
| 16  | 4      |  | Isaac Kiese Thelin     | Malmö FF       |
| 12  | 4      |  | Bénie Traoré           | Häcken         |
| 11  | 0      |  | Gustav Engvall         | IFK Värnamo    |
| 11  | 0      |  | Viktor Đukanović       | Hammarby       |
| 11  | 1      |  | Sebastian Nanasi       | Malmö FF       |
| 11  | 2      |  | Jeppe Okkels           | Elfsborg       |
| 10  | 0      |  | Wessam Abou Ali        | Sirius         |
| 10  | 0      |  | Joakim Persson         | Sirius         |
| 9   | 0      |  | Deniz Hümmet           | Kalmar         |
| 9   | 1      |  | Arnór Ingvi Traustason | IFK Norrköping |
| 9   | 2      |  | Iōannīs Pittas         | AIK            |
| 9   | 2      |  | Viktor Granath         | Halmstad       |
| 9   | 2      |  | Tashreeq Matthews      | Sirius         |
| 9   | 2      |  | Simon Skrabb           | Kalmar         |
| 9   | 3      |  | Nahir Besara           | Hammarby       |

#### Giocatore del mese
Di seguito i vincitori.
| Mese      | Giocatore              | Squadra        |
| --------- | ---------------------- | -------------- |
| Aprile    | Isaac Kiese Thelin     | Malmö FF       |
| Maggio    | Jacob Ondrejka         | Elfsborg       |
| Giugno    | Non assegnato          | Non assegnato  |
| Luglio    | Jeppe Okkels           | Elfsborg       |
| Agosto    | Arnór Ingvi Traustason | IFK Norrköping |
| Settembre | Arbnor Muçolli         | IFK Göteborg   |
| Ottobre   | Sebastian Nanasi       | Malmö FF       |

#### Allenatore del mese
Di seguito i vincitori.
| Mese      | Allenatore         | Squadra       |
| --------- | ------------------ | ------------- |
| Aprile    | Henrik Rydström    | Malmö FF      |
| Maggio    | Jimmy Thelin       | Elfsborg      |
| Giugno    | Non assegnato      | Non assegnato |
| Luglio    | Jimmy Thelin       | Elfsborg      |
| Agosto    | Jens Berthel Askou | IFK Göteborg  |
| Settembre | Jens Berthel Askou | IFK Göteborg  |
| Ottobre   | Kim Hellberg       | IFK Värnamo   |

#### Premi individuali di fine stagione
Di seguito i vincitori.
| Premio                 | Giocatore               | Squadra  |
| ---------------------- | ----------------------- | -------- |
| Miglior portiere       | Hákon Rafn Valdimarsson | Elfsborg |
| Miglior difensore      | Gustaf Lagerbielke      | Elfsborg |
| Miglior centrocampista | Sebastian Nanasi        | Malmö FF |
| Miglior attaccante     | Isaac Kiese Thelin      | Malmö FF |
| Miglior allenatore     | Jimmy Thelin            | Elfsborg |
| Miglior giovane        | Momodou Sonko           | Häcken   |
| Miglior giocatore      | Sebastian Nanasi        | Malmö FF |